# I selvaggi (film)
I selvaggi (The Wild Angels) è un film statunitense del 1966, diretto da Roger Corman.
Il film rientra nel filone della bikexploitation, un sottogenere delle pellicole exploitation che si è diffuso a metà degli anni sessanta dopo il successo de Il selvaggio (1953), considerato il capostipite, e arrivato al culmine con Easy Rider (1969).

## Promozione
Le tagline sulle locandine del film riportano:
- «Their credo is violence... Their God is hate... and they call themselves The Wild Angels» [trad. - «Il loro credo è la violenza... Il loro Dio è l'odio... ed essi si chiamano Gli Angeli Ribelli»].
- «The most terrifying film of your time!» [«Il film più terrificante dei nostri tempi!»].

## Produzione

### Genesi del film
Come raccontato nell'autobiografia How I Made a Hundred Movies in Hollywood and Never Lost a Dime (1990), Roger Corman ebbe l'idea per The Wild Angels guardando una foto sulla rivista Life del 28 gennaio 1966, nella quale veniva mostrato un gruppo di Hell's Angels al funerale di un loro compagno. Da tempo stava cercando un pretesto per distaccarsi da quella che era stata la sua produzione fino a quel momento, pellicole di fantascienza e dell'orrore ispirate ad Edgar Allan Poe, e girare un film su una banda di motociclisti gli sembrò un'ottima occasione per passare a un nuovo genere.
Quando propose l'idea alla American International Pictures (AIP), gli venne suggerito di sviluppare una sceneggiatura che ricordasse Il selvaggio (1953) di László Benedek, pellicola che aveva ottenuto uno straordinario successo, il regista però rifiutò il consiglio perché aveva in mente di incentrare la trama sulla banda e non sulle reazioni della popolazione alle scorribande dei motociclisti, come invece accade nel film di Benedek.
Per documentarsi sulla vita di un motociclista, Corman pensò di prendere contatto con un gruppo di Hell'Angels di Venice, alcuni dei quali vennero ingaggiati come comparse. La scelta di avere dei bikers, se in fase di scrittura si dimostrò vincente - l'episodio centrale del film, ovvero la fuga di Kaput dall'ospedale, prende spunto proprio da un aneddoto raccontato dai motociclisti -, in seguito si rivelò disastrosa sul set.

### Sceneggiatura
Roger Corman ingaggiò per la sceneggiatura Charles B. Griffith, autore con il quale in passato aveva già collaborato per molte altre pellicole, tra le quali Il vampiro del pianeta rosso (1957) e Un secchio di sangue (1959). Nella prima bozza, Griffith proponeva un film quasi silenzioso nel quale alla vita caotica, violenta e sregolata di una banda di motociclisti veniva contrapposta quella di un poliziotto.
A Corman non piacque il modo in cui il suo storico collaboratore aveva sviluppato la sua idea e quella prima stesura venne bocciata anche dai bikers coinvolti nel progetto. Decise allora di passare lo script all'emergente Peter Bogdanovich.
In quel momento, Bogdanovich stava già scrivendo per Corman un film d'avventura sulla falsariga de Il ponte sul fiume Kwai (1957) e di Lawrence d'Arabia (1962), ma gli vennero dati 300 dollari per il lavoro svolto fino ad allora e per dedicarsi esclusivamente alla scrittura All the Fallen Angels, titolo che venne adottato durante la lavorazione.
Stando a ciò che afferma in un'intervista, Bogdanovich avrebbe riscritto circa l'80% della sceneggiatura di Griffith.

### Cast
Per il ruolo di "Black Jack" (solo in seguito il personaggio prese il nome di "Haevenly Blues"), inizialmente venne preso in considerazione George Chakiris, che aveva ricevuto un Oscar per West Side Story (1961). Tuttavia Chakiris non era capace di guidare una motocicletta e pretese che le scene in moto fossero girate da una controfigura, di conseguenza il ruolo principale venne affidato a Peter Fonda, attore che era stato scelto per interpretare "Kaput".
L'attrice Nancy Sinatra, figlia del celebre Frank Sinatra, venne ingaggiata per il ruolo Mike la "Scimmia", fidanzata di Blues. Non si trattò di una scelta del regista, bensì di una imposizione della produzione, dato che la Sinatra in quel periodo stava avendo un successo clamoroso con la canzone These Boots are Made for Walkin'.
I ruoli di "Kaput" e "Geisha" vennero invece affidati a Bruce Dern e Diane Ladd, all'epoca sposati.
Nei titoli di apertura del film, vengono accreditati anche alcuni bikers dei veri Hell's Angels di Venice che parteciparono come comparse.

### Location
Il film è stato girato interamente in California, tra Los Angeles - nei quartieri Venice, Hollywood e San Pedro -, Mecca e Idyllwild.

### Riprese
Le riprese del film iniziarono nel marzo del 1966 e vennero ultimate nell'aprile dello stesso anno, in sole tre settimane. Durante la lavorazione del film, Corman si dimostrò capace di lavorare rapidamente anche in condizioni difficili. Gli Hell’s Angels che vennero scritturati come comparse crearono molti problemi: erano irascibili e poco collaborativi, e ogni volta che ricevevano la paga per la giornata in anticipo sparivano dal set, costringendo il regista a cambiare le comparse sullo sfondo di frequente. Peter Bogdanovich, che dirigeva la seconda unità di riprese, fu vittima di minacce e violenze da parte dei bikers e, mentre giravano la scena del funerale di Kaput, l'attore Bruce Dern venne picchiato perché creduto un vero motociclista.
Sul set erano presenti, oltre agli agenti della polizia stradale, anche alcuni uomini infiltrati dei servizi segreti, con lo scopo di carpire informazioni dai motociclisti.

## Distribuzione

### Data di uscita
Alcune delle uscite internazionali sono state:
- 20 luglio 1966 negli Stati Uniti (The Wild Angels)
- 28 agosto 1966 in Italia (I selvaggi)
- 19 gennaio 1967 in Danimarca (De vilde engle)
- 1º febbraio 1967 in Francia (Les anges sauvages)
- 28 aprile 1967 in Germania Ovest (Die wilden Engel)
- 24 luglio 1967 in Svezia (De vilda änglarna)
- 3 agosto 1973 in Finlandia (Helvetin jengi o Villit enkelit)
- 4 novembre 1974 in Norvegia
- in Ungheria (A vad angyalok)
- in Grecia (Kolasmenoi angeloi tis asfaltou, titolo traslitterato)
- in Spagna (Los ángeles del infierno)
- in Brasile (Os anjos Selvagens)

## Accoglienza

### Incassi
The Wild Angels viene considerato uno dei più grossi successi commerciali di Roger Corman. Infatti,  con un budget stimato di soli 360.000 dollari, il film ha incassato negli Stati Uniti, circa 14.000.000 dollari, classificandosi dodicesimo nella lista dei film che hanno incassato di più nel 1966. Inoltre, successivamente ha incassato circa 7.000.000 dollari per il noleggio.

### Critica
Secondo Il Morandini, I selvaggi «è un dramma di crudele sincerità privo di stereotipi che fece da battistrada a una lunga serie di biker movie», che «evita sia la requisitoria sia la difesa» e cerca solo di mostrare la cultura di strada giovanile che all'epoca creava notevole indignazione tra le file moraliste della società borghese.
Il film fu anche criticato quando venne scelto come rappresentante del cinema americano alla Mostra internazionale d'arte cinematografica di Venezia.